# Nomada atrofrontata
Nomada atrofrontata är en biart som beskrevs av Cockerell 1903. Nomada atrofrontata ingår i släktet gökbin, och familjen långtungebin. Inga underarter finns listade i Catalogue of Life.